# Valea Seacă (gmina w okręgu Jassy)
Valea Seacă – gmina w Rumunii, w okręgu Jassy. Obejmuje miejscowości Conțești, Topile i Valea Seacă. W 2011 roku liczyła 5471 mieszkańców.